# Fritz Sauter (Physiker)
Fritz Eduard Josef Maria Sauter (* 9. Juni 1906 in Innsbruck; † 24. Mai 1983 in Garmisch-Partenkirchen) war ein österreichischer theoretischer Physiker.

## Leben
Sauter studierte von 1924 bis 1928 Mathematik und Physik an der Universität Innsbruck, wo er 1928 bei Arthur March mit einer Arbeit über Beugungstheorie promoviert wurde. Danach war er Assistent von Arnold Sommerfeld in München. 1931 bis 1934 war er Assistent von Richard Becker an der TH Berlin-Charlottenburg. Ab 1933 war er dort Privatdozent. Nachdem Max Born 1933 als Direktor des Instituts für Theoretische Physik der Universität Göttingen durch die Nationalsozialisten vertrieben wurde, wurde Sauter sein kommissarischer Nachfolger, bis Richard Becker 1936 offiziell ernannt wurde. Er beantragte am 26. Januar 1939 die Aufnahme in die NSDAP und wurde am 1. November aufgenommen (Mitgliedsnummer 7.258.840). Sauter war ab 1939 Professor an der Albertus-Universität Königsberg und 1942 bis 1945 an der Ludwig-Maximilians-Universität München. 1950/1 war er kommissarisch Leiter des Instituts für Theoretische Physik der TH Hannover und lehrte danach in Göttingen und Bamberg, bevor er 1952 Professor an der Universität Köln wurde. Dort emeritierte er 1971. 
Sauter befasste sich in den 1930er Jahren mit früher Quantenelektrodynamik und mit theoretischer Festkörperphysik. Er schrieb Bücher über Differentialgleichungen in der theoretischen Physik und war Mitherausgeber von Sommerfelds Vorlesungen über partielle Differentialgleichungen sowie von Richard Beckers „Theorie der Elektrizität“.
Zu seinen Studenten zählen Fritz Bopp und Herbert Kroemer. 
1965 erhielt er ein Ehrendoktorat der Technischen Hochschule Wien
Er sollte nicht mit dem Wiener Chemiker Fritz Sauter (* 1930) verwechselt werden.

## Schriften
- Differentialgleichungen der Physik, de Gruyter, 1950, 4. Auflage 1966
- mit Richard Becker Theorie der Elektrizität, drei Bände, Teubner 1957 bis 1969
- Von der physikalischen Hypothese zum Naturgesetz, Krefeld 1955